# Rhondda

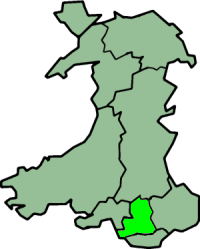
Mapa de Mid Glamorgan.

Localidad del Reino Unido, en el sur de Gales. Situada en el condado ceremonial galés de Mid Glamorgan, a orillas del río Rhondda, en una zona productora de carbón y de hierro, productos destinados a los puertos de Barry y Cardiff. Cabecera del condado de Rhondda Cynon Taf, creado el 1 de abril de 1996, de 231 800 habitantes.
Destacan sus industrias siderúrgicas y de transformados metálicos, sectores que tuvieron que pasar por una grave crisis en los años 1980 que afectó a todo el sur de Gales.